# Ariel (tidskrift)
Ariel var 1938-1965 officiellt organ för nykterhetsorganisationen NTO. 

## Tidskrift med anknytning till studiecirkelverksamheten
Tidskrift med namnet Ariel gavs ut åren 1921 till 1936 av NTO. Dess fullständiga titel var Ariel : tidskrift för folkligt studie- och bildningsarbete / utgiven av Nationaltemplarorden.

## Dagstidningen
Tidningen fullständiga titel var 1938-1957 Ariel -Tidning för ideella och sociala strävanden, 1958 till 1963 enbart Ariel, och som tidskrift  Ariel - NTO:s tidning-
Ariel gavs ut en gång i veckan och räknas därför som dagstidning.1964 började man ge ut tidningen bara två gånger i månaden och då blir den tidskrift.1965 ersattes den av, den med IOGT gemensamma, tidningen Accent. Dagstidningen kom mellan 1938 och 1950 ut på torsdagar, 1950 - 1961 på onsdagar.
Tidningen trycktes i svart, från 1958 med ytterligare en färg. Tidningen hade 12 till 16 sidor. Tidningen utgavs 1938-1956 av Nationaltemplarordens förlagsaktiebolag i Stockholm, 1956-1957 av Ekelunds & Vasatryck förlagsaktiebolag i Stockholm och slutligen 1958 till 1965 av Nationaltemplarorden i Mölnlycke. Priset för tidningen steg från 6kr till 15 kr under utgivningen. Redaktionen satt i Stockholm till 1957, sedan i Borås till 1965. Tidningens upplaga var 8000 till 9000 ex.
| Period                 | Ansvarig utgivare       | Period                 | Redaktör          | Tryckeri                        |
| 1938-08-18--1950-05-14 | Larsson, Ernst Leonard  | 1938-10-01--1957-12-21 | Lindholm, Hilding | Vasatryckeriet Stockholm        |
| 1950-05-15--1962-01-04 | Lindholm, Georg Hilding | 1958-01-18--1965-03-26 | Ingelmo, Åke      | Sjuhäradsbygdens tryckeri Borås |
| 1962-01-05--1965-03-26 | Ingelmo, Åke            |                        |                   |                                 |